# 逗號
逗號亦称逗点，是一个常见而常用标点符号并被多数语言使用。

## 用法
逗号用于以下情况：

### 中文
- 句子內部主語與謂語之間如需停頓；
- 句子內部動詞與賓語之間如需停頓；
- 句子內部狀語後邊如需停頓；
- 句子內部狀語後邊如需換氣；
- 複句內各分句之間的停頓，除了有時要用分號外；[1]
- 分開句内各語或表示語氣的停頓；[2]

### 外语
- 在部分歐洲語言，「,」可以視為小數點；
- 用拉丁字母的语言可用以区分姓氏和名字，如Wales, Jimmy；

### 数学
- 在数学中，可以作为千位分隔符来分隔大于和等于一千的数字，状态如1,000、10,000,000，以方便阅读。（每百位數）

## 形狀

### 全形
- 在中國大陸形如，橫排時置於方格左下，直排時置於右上。[1]
- 在台灣、香港形如，統一置於方格中間。
- 在日語稱「讀點」（日語：／ tōten），逗號（ konma ）是種類之一。日本的標點符號規範並不統一，政府文件中，僅逗號就有兩種形式，日本官方公文以往直式文書用，改用橫書後，文部省規定使用，但自治省頒布的卻是，用於數字（全形）千位分隔。現除文化廳及裁判所外，官方乃至一般民間習慣同自治省。日語的讀點橫排時置於方格左下，直排時置於右上。

### 半形
- 英語逗號（comma）和撇号（apostrophe）及右引號的外形很相似，但逗號貼底線書寫。
- 韓文橫排時使用半形逗號。

## 電腦應用
- 英文（或半形）逗號「,」是 Unicode U+002C，源自 ASCII 字元 44。
- 全形逗號「，」是U+FF0C，原來目的只為向下兼容 Big5、GB 2312、JIS X 0208 等標準，但現在大部份中文輸入法輸入中文標點或中文字型时都使用全形逗號；
  - 台港澳標準為置中，直排時皆然，如「︁」。
  - 中國大陸和日本標準為靠左下，如「︀」；直排時則靠右上，Unicode 4.1 起增加配合中國大陸寫法之「垂直句號（PRESENTATION FORM FOR VERTICAL COMMA），U+FE10」「︐」[3]，以兼容 GB 18030。
  - 中國大陸標準之實際表現，在許多字型中同「小逗號（SMALL COMMA）」 U+FE50。小逗號源自 CNS 11643／Big5。